# Història de l'hoquei sobre herba a Catalunya
Breu història de l'hoquei sobre herba a Catalunya

## Història

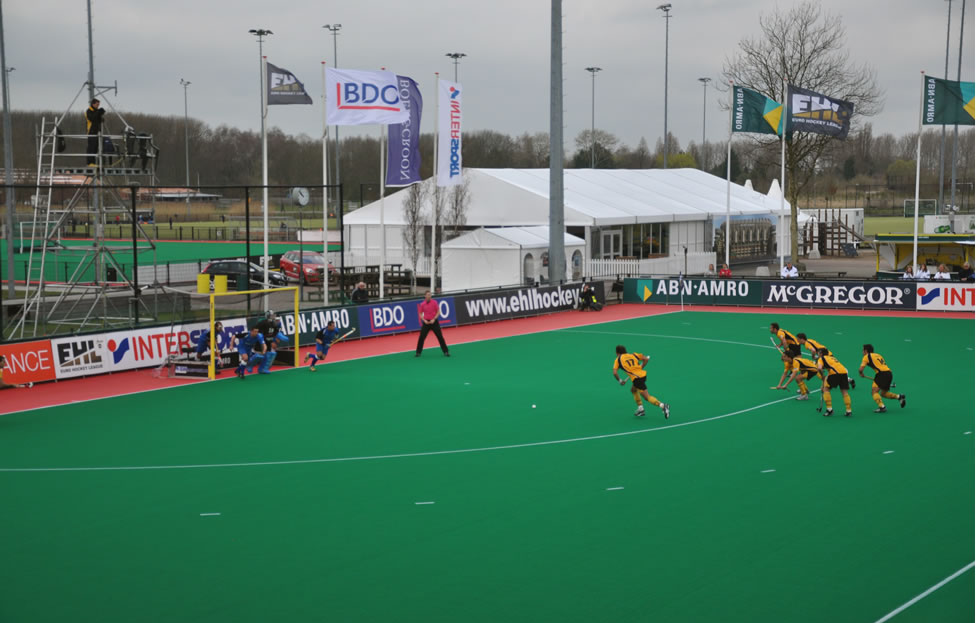
Partit Atlètic Terrassa - Grunwald Poznan el 2010

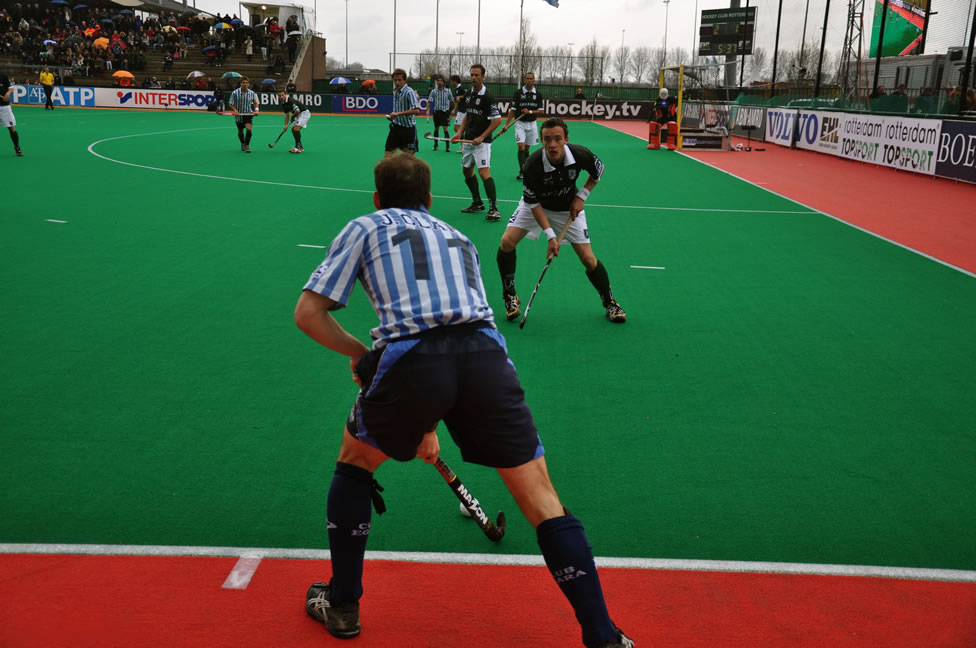
Partit HC Rotterdam - Club Egara el 2010

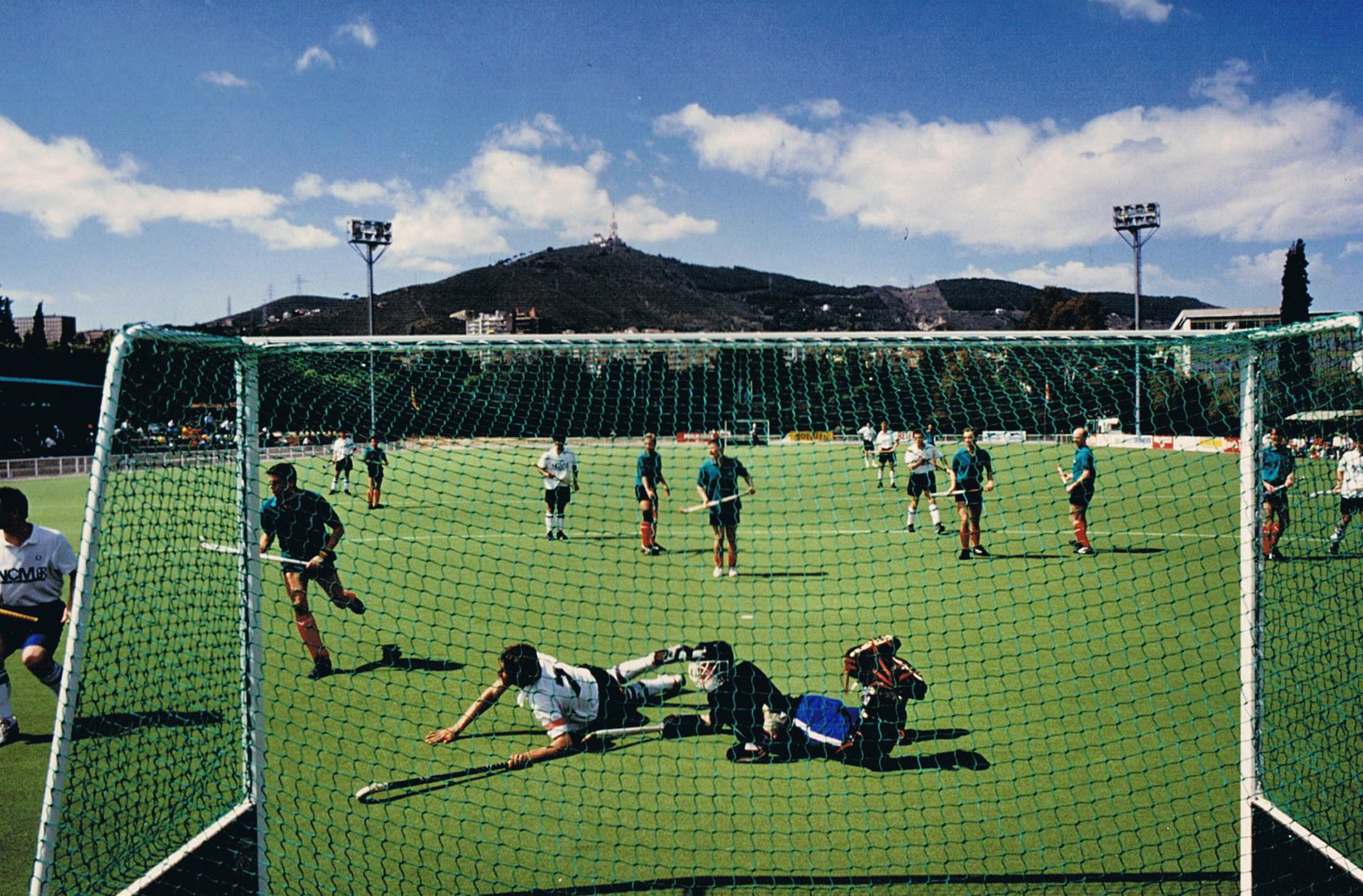
Partit Vogelzang - Polo

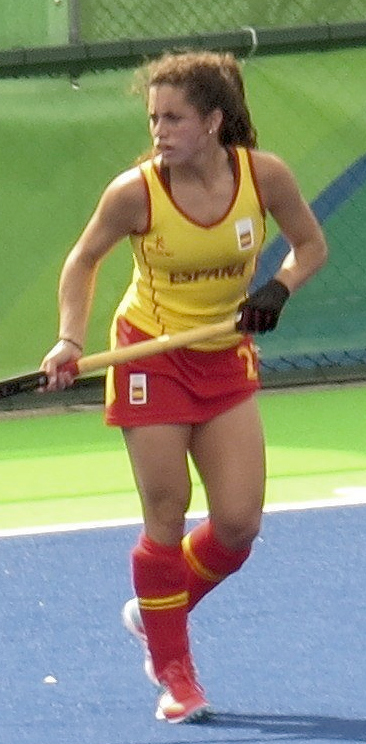
Georgina Oliva

A Catalunya l'hoquei sobre herba fou introduït a principi del segle xx, sota la influència anglesa, per la joventut de la classe benestant. El 1907 es fundà el Barcelona Hockey Club, que entrenava en un camp davant de l'Hospital Clínic. Josep Omedes, promotor i capità de l'equip, és considerat l'introductor a Catalunya. Els anys 1907, 1908 ex alumnes de l'Ateneu Calassanç de Terrassa comencen a practicar aquest esport que ja practicava la colònia anglesa. El 1910 formen el Lawn Hoquei Club Calassanç, promogut per Antoni Escudé i Galí, reconegut com l'iniciador de l'hoquei a Terrassa.
L'hoquei herba es comença jugar de forma esporàdica el 1912. El 2 de juny es jugà el primer partit a Catalunya amb onze jugadors a cada equip entre el Lawn Hockey Club Calassanci i el Reial Club Deportiu Espanyol. Poc temps més tard el Polo J.C. venç l'Espanyol per 5 a 2. El 1915 el Calassanç s'uneix al Terrassa FC, adoptant aquest darrer nom. El 1920 passa a denominar-se Terrassa Hoquei Club.
No és fins al 1914-15 que l'Hoquei pren certa representativitat a Catalunya. Sorgeix la Societat Esportiva Pompeia (1914), qua acabarà sent el rival més perillós del Polo, i també l'Hoquei Club, una secció dels Lluïsos de Terrassa. El 1916 es disputa a Barcelona el primer campionat d'Espanya on el Polo venç l'Altetico de Madrid (0-0, 1-0). Sorgeixen nous clubs com el Badalona i l'Excelsior barceloní. El 1917 neix el Sarrià FC, que més tard serà conegut com a Júnior FC a Sant Cugat del Vallès, exemple de club poliesportiu modest per excel·lència, amb seccions entre les quals ha destacat la d'hoquei. El 1918 es comença a parlar de la creació de la Federació Catalana de Hockey (constituïda oficialment el 1923) i la disputa del primer Campionat de Catalunya, disputat el 1919 amb la següent classificació: Polo 10 punts, Pompeia 9, Espanyol 4 i Terrassa 1.
A partir de la dècada dels 20 apareixen els següents equips (sovint són seccions d'altres esports): Gimnàstic de Tarragona, FC Barcelona (1923), Galeno, Universitari HC (1926, uniforme blanc), Catalunya de Les Corts, Iluro de Mataró. El Pompeia i l'Espanyol desapareixen. El 1920, l'Altético de Madrid guanya el campionat d'Espanya i el 1921 ho fa el Polo. No fou fins al 1923 que es constituí oficialment la Federació Espanyola d'Hoquei a Barcelona. Aquest any Espanya venç França a Sarrià per 5-0 en el seu primer partit internacional.
Durant el segon quart de segle trobem l'aparició de nous clubs d'hoquei herba. Alguns d'aquests foren el Gràcia, Ciència i Art, Club Sabadell i el Club Egara de Terrassa (1935 sota la denominació de CD Armonía Egara, en integrar-se a l'Armonia FC).
El 1943 es fusionen les federacions d'hoquei herba i hoquei patins dins la Federació de Patinatge. L'any 1954 hi ha una escissió a la Federació de Patinatge i la Federació d'Hoquei Herba pren vida pròpia novament. Del 1955 al 1960, amb Pau Negre al cap de la federació l'hoquei herba català aconsegueix un dels seus punts culminants. Comencen a sorgir els primers camps d'herba, entre els quals destaca el camp del Cinquantenari a Montjuïc, en commemoració dels cinquanta anys de l'hoquei herba a Catalunya (1960). El torneig internacional de Reis del Polo es consolida. I el punt culminant la medalla de bronze de la selecció espanyola als Jocs Olímpics de Roma'60 amb gran majoria de jugadors catalans. Els clubs catalans més destacats del moment són el Club Deportiu Terrassa (continuador del Terrassa HC), l'Educación y Descanso, que el 1952 esdevé Atlètic Terrassa Hockey Club, el Polo, l'Egara, el FC Barcelona, l'Armonía, el Júnior, el Pedralbes HC, i el AD Rimas de Terrassa. El Terrassa i el Polo aconsegueixen diversos campionats estatals. El Polo guanya la lliga espanyola de 1959 i l'Egara la del 1952.
L'Egara és l'entitat que domina l'hoquei herba a la dècada dels 60. L'entitat, que també es dedica al tennis, frontó, hípica i tir al plat, inaugurà el 1960 les seves actuals instal·lacions al Pla del Bon Aire i començà una gran dècada de domini dins els campionats català i espanyol, i aconsegueix guanyar la Copa d'Europa el 1969, vencent a la final el MD Roma per 1 a 0 a Brussel·les i el 1970 en què es venç als holandesos del Larensch a Terrassa per 2 a 0. L'Egara guanya els campionats d'Espanya de 1961, 1963, 1965, 1967, 1968 i 1969.
Destaquem, respecte als jugadors, cinc noms que han participat a 4 Jocs Olímpics (xifra difícil d'igualar). Aquests són: Joan Amat (del 68 al 80), Joan Arbós (del 72 al 84), Jaume Arbós (del 68 al 80), Francesc Fàbregas (del 68 al 80) i Joaquim Malgosa (del 88 al 00). A nivell de selecció, l'equip espanyol (català a la pràctica) aconsegueix el segon lloc al primer Campionat del Món disputat a casa nostra el 1971. Tres anys més tard, es guanya el Campionat d'Europa de nacions, confirmant-se la potència de l'hoquei català.
Durant els 70, el campionat de Catalunya se l'alternen el Polo i l'Egara, fins al 1980 en què venç l'Atlètic de Terrassa. L'Egara guanya les lligues espanyoles del 1971 al 1975 i el Polo la del 70.
Totes les lligues espanyoles durant el període 1975-1995 venen a parar a Catalunya. El CD Terrassa venç el 1976, el RC Polo el 1977, 1978, 1980, 1981 i 1982, l'Egara el 1979, 1992 i 1993, i l'Atlètic Terrassa, gran dominador del moment, amb les lligues des del 1983 al 1991, i les del 1994 i 1995. A la copa hi ha triomfs de l'Atlètic Terrassa, Polo i Egara. Destaquem la temporada 78-79 en la que el Polo guanya la Copa i és finalista de la Copa d'Europa. El 1985 l'Atlètic venç la Copa d'Europa a la localitat alemanya de Fankenthal en derrotar l'equip del Klein per 4 a 0. A més l'equip ha estat molts cops finalista. La millor actuació de la selecció espanyola és a Moscou'80, on s'aconsegueix la medalla de plata; i el 1987 amb la cinquena posició al Campionat del Món de Londres.

## Jugadors destacats
| Abans de 1940 - Francesc Argemí Solà - Jaume Bagunyà Gili - Josep Maria de Caralt Mas - Josep de Caralt Vidal - Antoni Escudé i Galí - Santiago Goicoechea Orsolides - Joan Junquera i Baguñà - Manel Lobo Vidal - Lluís Rierola Albó - Lluís Ysamat i Bosch Dècada de 1940 - Manel Agustí Peypoch - Ricard Cabot Boix - Pere Farreras Valentí - Lluís Pratmarsó Parera - Manuel Royes Bohigas Dècada de 1950 - Joan Àngel Calzado de Castro - Francesc Cavaller Soteras - Eduard Dualde Santos de Lamadrid - Joaquim Dualde Santos de Lamadrid - Ignasi Macaya Santos de Lamadrid Dècada de 1960 - Francesc Amat i Fontanals - Jaume Amat i Fontanals - Pere Amat i Fontanals - Josep Colomer i Ribas - Josep Antoni Dinarés Massagué - Antoni Nogués i Dalmases - Narcís Ventalló i Surrallés - Jordi Vidal Mitjans | Dècada de 1970 - Joan Amat i Fontanals - Joan Arbós i Perarnau - Jaume Arbós i Serra - Josep Borrell i Juanico - Francesc 'Tito' Fàbregas Bosch - Jordi Fàbregas i Bosch - Agustí Masana i Díaz - Ramon Quintana Bosch de Basea - Joan Quintana i Bosch - Josep Sallés i Salvà - Francesc Segura i Roda - Lluís Twose i Roura Dècada de 1980 - Josep Agut i Bonfills - Jaume Armengol i Clotet - Ricard Cabot i Duran - Xavier Cabot i Duran - Ignasi Escudé i Torrente - Jaume Escudé i Torrente - Andreu Gómez Rodríguez - Santiago Grau Viola - Santi Malgosa i Morera - Joan Malgosa i Paloma - Jordi Oliva Izquierdo - Miquel de Paz Plá - Carles Roca Portolés | Dècada de 1990 - Jaume Amat i Duran - Xavier Arnau i Creus - Jan Dinarés i Quera - Xavier Escudé i Torrente - David Freixa i Paloma - Juantxo Garcia Mauriño - Ramon Jufresa i Lluch - Joaquim Malgosa i Morera - Víctor Pujol Sala - Ramon Sala Vallhonrat Dècada de 2000 - Ramon Alegre i Biosca - Pol Amat i Escudé - Eduard Arbós i Borràs - Francesc Cortés i Juncosa - Àlex Fàbregas i Carné - Francesc Fàbregas i Monegal - Santi Freixa i Escudé - Xavier Ribas i Centelles - Albert Sala i Moreno - Josep Sánchez Galobardes - Eduard Tubau i Cutal Dècada de 2010 - David Alegre i Biosca - Miquel Delás de Andrés - Sergi Enrique i Montserrat - Xavier Lleonart Blanco - Roc Oliva i Isern - Pau Quemada - Marc Sallés Esteve - Manel Terraza Farré |

## Jugadores destacades
| Dècada de 1990 - Sònia de Ignacio-Simó Casas - Lucía López i Martínez | Dècada de 2000 - Sílvia Bonastre Peremateu - Núria Camón Farell - Sílvia Muñoz Escudé - Esther Térmens Cañabate | Dècada de 2010 - Glòria Comerma Broto - Georgina Oliva Isern |